# Школа изобразительных искусств (Обнинск)
Шко́ла изобрази́тельных иску́сств — художественная школа, одна из двух детских художественных школ города Обнинска. Структурное подразделение «Центра развития творчества детей и юношества „Эврика“».

## Общие сведения

### Адрес
Калужская область, г. Обнинск, улица Королёва, дом 23

### Предметы
Основные предметы — живопись, рисунок, композиция, история изобразительного искусства. Направления деятельности — лаковая миниатюра, керамика и мелкая пластика, батик, искусство театрального оформления, дизайн, компьютерная графика, иллюстрация, архитектурная графика.

### Преподаватели
По состоянию на август 2012 года все восемь преподавателей Школы изобразительных искусств — её бывшие воспитанники.

### Учащиеся
В школе обучается свыше 300 учащихся в возрасте от 5 до 18 лет. Почти каждый второй выпускник школы становится профессионалом в сфере искусств.

## История
- 1990 — Владимир Денисов создал в Обнинске новую Школу изобразительных искусств. Сооснователями школы стали Марина Глазова, Татьяна Денисова, Елена Московкина, Лариса Панкова.
- 1994 — Школа вошла в Центр развития творчества детей и юношества Управления образования города Обнинска.
- 2005 — За успехи в педагогической работе Министерством образования Российской Федерации школе присвоено звание «Образцовый детский коллектив».
- 2008 — Два педагога школы, Владимир Денисов и Марина Глазова, написали первый в России учебник по цветоведению.[3]

## Директор
- Денисов, Владимир Сергеевич (р. 1950) — советский и российский художник, педагог. Почётный учитель Российской Федерации, педагог высшей категории. Член Союза художников России.

## Преподаватели
- Андриюк, Жанна Анатольевна — педагог I категории. Окончила ВГПУ.
- Борисова, Мария Викторовна — педагог I категории. Окончила МГПИ.
- Бочаров, Юрий Павлович (р. 1959) — советский и российский художник. Педагог II категории.
- Глазова, Марина Владимировна — заместитель директора, педагог высшей категории. Окончила Московский государственный университет культуры и искусств.
- Денисова, Татьяна Васильевна — педагог высшей категории. Окончила Московский государственный педагогический университет.
- Кузнецова, Ольга Сергеевна — окончила МГГУ.
- Мастерова, Анастасия Владимировна — педагог высшей категории. Окончила ОГУ.
- Московкина, Елена Анатольевна — педагог высшей категории. Окончила Воронежский государственный архитектурно-строительный университет.
- Поминова, Ольга Викторовна — педагог высшей категории. Окончила Московский государственный педагогический университет.
- Панкова, Лариса Николаевна — педагог высшей категории. Окончила Московский государственный педагогический университет.
- Сапожникова, Анастасия Владимировна — окончила МГУДиТ.

## Известные ученики
- Баранов, Алексей — архитектор, руководитель архитектурного бюро.[4]
- Быкова, Елизавета — арт-директор журнала «Грация».[4]
- Денисова, Елена — художник.[4]
- Калугин, Алексей — руководитель рекламного агентства.[4]
- Ларионова, Дарья — художник-аниматор. Работает на студии «Пилот».[4]
- Ластовенко, Валерия — директор витражных мастерских.[4]
- Лопухова, Валентина Владимировна — российский реставратор икон, художник. Научный сотрудник Института реставрации. Жена скульптора Сергея Лопухова, сестра барочного виолончелиста Александра Листратова.[4][5]
- Першин, Пётр — архитектор.[4]
- Сапожникова, Анастасия Владимировна — основатель предприятия по дизайну одежды.[4]
- Соколов Роман — кандидат педагогических наук.[4]
- Усанов, Иван — основатель фирмы компьютерного дизайна.[4]
- Уткин, Александр Владимирович (р. 1983) — российский художник-иллюстратор, графический дизайнер.[4][6]
- Хаванова, Татьяна — художник.[4]